# Tychy
Tychy este un municipiu în Polonia.